# Urszula Kielan
Urszula Kielan-Lipiec (Otwock, 10 ottobre 1960) è un'ex altista polacca, vincitrice della medaglia d'argento ai Giochi olimpici di Mosca  nel 1980.

## Biografia
Alle olimpiadi del 1980 giunse al secondo posto dietro all'italiana Sara Simeoni (medaglia d'oro), partecipò anche a numerose edizioni dei campionati europei di atletica leggera indoor ottenendo quattro medaglie.

## Palmarès
| Anno | Manifestazione  | Sede  | Evento        | Risultato | Prestazione | Note |
| ---- | --------------- | ----- | ------------- | --------- | ----------- | ---- |
| 1980 | Giochi olimpici | Mosca | Salto in alto | Argento   | 1,94        |      |